# Pietro Partecipazio
Pietro Partecipazio (zm. 942) – doża Wenecji od 939 do 942.